# Töndzsangnjo

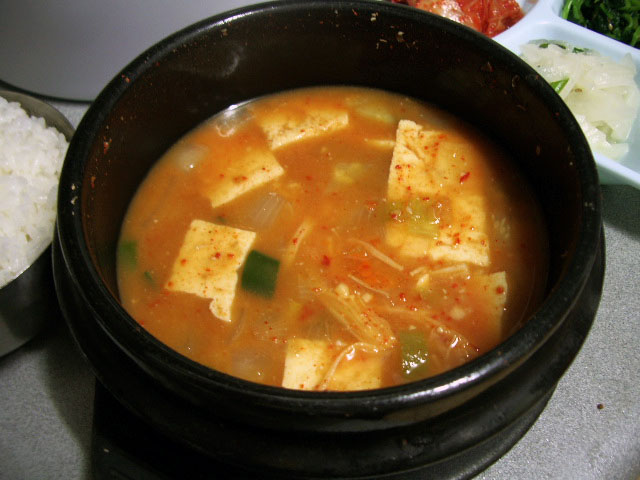
töndzsang ccsige

A töndzsangnjo (된장녀) egy koreai kifejezés, melyet azokra a nőkre használnak, akik a luxuscikkektől függenek, annak ellenére, hogy nem engedhetik meg maguknak. Ezek a nők inkább a legolcsóbb ételeket eszik, csak hogy olyan luxuscikkekre költhessenek, mint a Starbucks-kávé, ami Dél-Koreában rendkívül drága. A kifejezés a 2000-es években kezdett el terjedni az interneten, azóta számos vicc és szatirikus képregény született ezekről a nőkről. A töndzsang (된장) a szójakrém elnevezése, amiből az egyik legolcsóbb koreai étel, a töndzsang ccsige készül.
A jelenséget PSY Gangnam Style című dala is kifigurázza.